# Střezimíř (stacja kolejowa)
Střezimíř – dawna stacja kolejowa w miejscowości Střezimíř, w kraju środkowoczeskim, w Czechach. Znajduje się na linii 202 Benešov – Czeskie Budziejowice, na wysokości 590 m n.p.m..  

## Linie kolejowe
- 220: Tábor – Bechyně